# Є́
Cette page contient des caractères spéciaux ou non latins. S’ils s’affichent mal (▯, ?, etc.), consultez la page d’aide Unicode.
Le ié ukrainien accent aigu (capitale Є́, minuscule є́) est une lettre de l’alphabet cyrillique utilisée dans l’écriture de l’ukrainien lorsque l’intonation est indiquée à l’aide de l’accent aigu.

## Utilisations
Le Є́ est utilisé en ukrainien lorsque l’intonation d’une syllabe est indiquée sur la voyelle Є, par exemple dans le mot прес-папʼє́ (pres-papʼế, « presse-papier »).

## Représentation informatique
Le ié ukrainien accent aigu peut être représenté avec les caractères Unicode suivants :
- décomposé (cyrillique, diacritiques)[1],[2] :

| formes    | représentations | chaînes de caractères | points de code | descriptions                                                     |
| --------- | --------------- | --------------------- | -------------- | ---------------------------------------------------------------- |
| capitale  | Є́               | Є◌́                    | U+0404 U+0301  | lettre majuscule cyrillique ié ukrainien diacritique accent aigu |
| minuscule | є́               | є◌́                    | U+0454 U+0301  | lettre minuscule cyrillique ié ukrainien diacritique accent aigu |